# Olympische Sommerspiele 2000/Teilnehmer (Salomonen)
| Gelbes Symbol für Goldmedaillen mit stilisierten Olympischen Ringen | Graues Symbol für Silbermedaillen mit stilisierten Olympischen Ringen | Braundes Symbol für Bronzemedaillen mit stilisierten Olympischen Ringen |
| ------------------------------------------------------------------- | --------------------------------------------------------------------- | ----------------------------------------------------------------------- |
| —                                                                   | —                                                                     | —                                                                       |

Die Salomonen nahmen an den Olympischen Sommerspielen 2000 in der australischen Metropole Sydney mit zwei Sportlern, einer Frau und einem Mann, in einer Sportart teil.
Seit 1984 war es die fünfte Teilnahme des Inselstaats bei Olympischen Sommerspielen.

## Teilnehmer nach Sportarten

### Leichtathletik
- Primo Higa
3000 Meter Hindernis: Vorlauf

- Jenny Keni
Frauen, 100 Meter: Vorläufe